# Maracanazo
Il Maracanazo (in spagnolo Maracanazo; in portoghese Maracanaço) si riferisce all'inattesa sconfitta subìta il 16 luglio 1950 dal Brasile a opera dell'Uruguay allo stadio Maracanã di Rio de Janeiro.
Il risultato maturò nella gara decisiva del girone finale del Mondiale di calcio 1950, che assegnò alla Celeste il suo secondo titolo di campione del mondo.

## Antefatti
Il 25 luglio 1946 a Lussemburgo la FIFA affidò al Brasile l'organizzazione del quarto mondiale di calcio nel 1950.
Il Paese sudamericano era candidato unico in quanto l'Europa, appena uscita dalla guerra, non aveva ancora le risorse logistiche per sostenere l'organizzazione di un torneo di tale portata.
In Brasile il calcio era già di gran lunga lo sport più popolare, e la sua Nazionale aveva conseguito tre trofei continentali (tutti vinti in casa e solo al termine di uno spareggio), ma non ancora un titolo mondiale.
Eliminata al primo turno sia in Uruguay nel 1930, sia in Italia nel 1934, la Seleção aveva raggiunto la semifinale ai Mondiali di Francia 1938. Prima di quest'ultima gara, in programma a Marsiglia contro l'Italia di Pozzo, il Brasile era così convinto di vincere da avere già acquistato i biglietti aerei per Parigi con largo anticipo, e proprio in vista della finale il commissario tecnico Pimenta escluse dalla formazione titolare la stella Leônidas, allo scopo di risparmiarne le forze. La semifinale finì però con la vittoria per 2-1 dell'Italia (futura vincitrice del torneo) e con la grande delusione dei sudamericani.
Il Mondiale del 1950, nel quale la nazionale bianca avrebbe goduto del supporto del proprio pubblico, rappresentava allora agli occhi dei brasiliani la giusta occasione per aggiudicarsi il primo titolo di campione del mondo di calcio.

## Le speranze brasiliane
La fiducia dei brasiliani si poggiava sia sul fattore campo che sull'elevato livello tecnico della nazionale: negli anni 1940, celebri calciatori come Barbosa, Friaça, Zizinho, Jair, Chico e Ademir erano entrati nel giro della Seleção, allenata dal 1945 dall'ex centrocampista del Flamengo Flávio Costa. Questi aveva costruito la nazionale brasiliana che aveva infine vinto l'edizione casalinga del Campeonato Sudamericano nel 1949, dopo ventisette anni dall'ultima affermazione. Nel torneo, disputato con la formula del girone all'italiana, il Brasile aveva vinto le prime sei partite consecutive, superando quasi sempre le avversarie con molti gol di scarto: all'esordio, i brasiliani avevano battuto l'Ecuador con un roboante 9-1, e si erano poi ripetuti con la Bolivia (10-1), il Cile (2-1), la Colombia (5-0), il Perù (7-1) e l'Uruguay (5-1).
Al termine della penultima giornata, il Brasile si trovava primo in classifica con 12 punti, due in più del Paraguay, contro il quale disputò la partita decisiva l'8 maggio 1949, al São Januário di Rio de Janeiro; uscì però sconfitto 2-1 e fu così obbligato a uno spareggio contro il Paraguay giocato l'11 maggio seguente, stavolta vinto con ampio scarto di reti (7-0). Quella fu l'ultima partita giocata dal Brasile nel 1949. L'anno seguente, la Seleção disputò una serie di tornei e di incontri amichevoli in preparazione della rassegna mondiale, alla quale era qualificata d'ufficio come rappresentativa del Paese organizzatore. Il 6 maggio 1950, a poco più di un mese e mezzo dall'avvio del torneo, essa affrontò l'Uruguay al Pacaembu di San Paolo nella Copa Rio Branco, e perse 4-3.
Nelle sei amichevoli che seguirono, il Brasile raccolse però cinque vittorie su sei, contro il Paraguay (2-0), l'Uruguay (3-2 e 1-0), la selezione del Rio Grande do Sul (6-4) e quella giovanile dello Stato di San Paolo (4-3), contro il 3-3 contro il Paraguay.

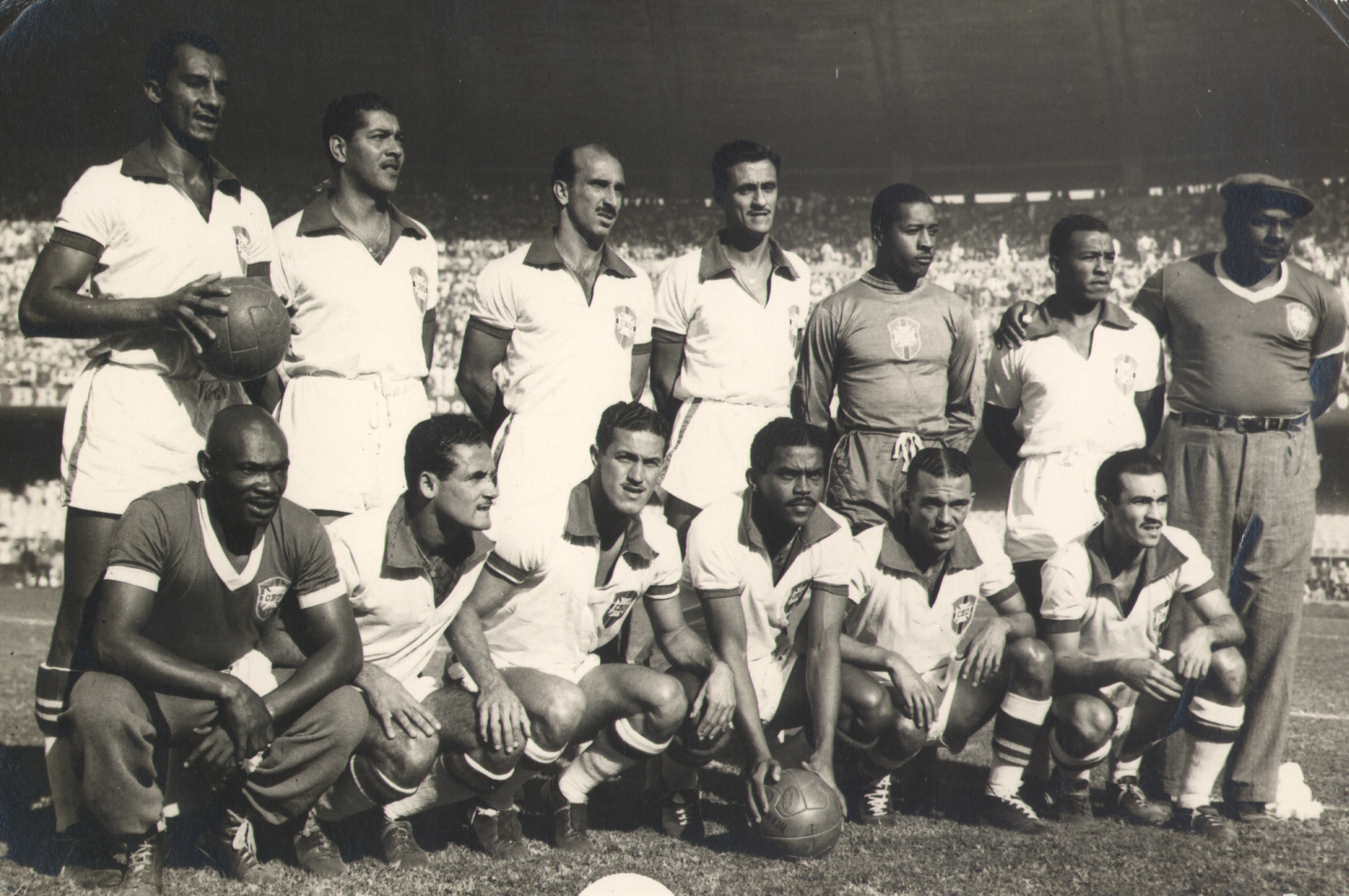
La nazionale brasiliana (nell'allora casacca titolare bianca) prima della partita inaugurale contro il Messico. In piedi, da sinistra a destra: Ely, Juvenal, Augusto, Danilo, Barbosa e Bigode. Accosciati: Maneca, Ademir, Baltazar, Jair e Friaça.

La Seleção pareva pronta per il Mondiale, che avrebbe intrapreso, in seguito al sorteggio tenutosi il 22 maggio 1950 a Rio de Janeiro, disputando un girone a quattro (Gruppo 1) contro il Messico, la Jugoslavia e la Svizzera. Avrebbe inoltre giocato la partita inaugurale e gran parte delle restanti allo stadio Maracanã, un impianto calcistico costruito per l'occasione e, all'epoca, il più grande del mondo.
Sostenuti dal tifo di decine di migliaia di spettatori, i brasiliani vinsero agevolmente la gara d'esordio del 24 giugno superando al Maracanã il Messico per 4-0, con doppietta di Ademir e marcature di Jair e Baltazar. Il 28 giugno, la Seleçao affrontò al Pacaembu di San Paolo la Svizzera, ma venne fermata a sorpresa sul 2-2, grazie alla doppietta dell'ala del Servette Fatton, che replicò alle reti di Alfredo e Baltazar. Invero, l'opinione pubblica brasiliana mantenne la fiducia verso la propria nazionale, tuttavia costretta a battere la Jugoslavia (a punteggio pieno) nell'incontro decisivo del 1º luglio al Maracanã. Malgrado il notevole livello dei balcanici (vittoriosi per 3-0 sulla Svizzera e per 4-1 sul Messico), il Brasile si portò velocemente in vantaggio, dopo appena tre minuti, con Ademir, chiudendo poi la gara al 69' con Zizinho.
La vittoria del gruppo 1 qualificò i padroni di casa al turno conclusivo, la cui vittoria pareva già facilitata dall'eliminazione al primo turno delle altre due favorite, l'Italia campione in carica (battuta dalla Svezia) e l'Inghilterra (sconfitta contro ogni pronostico per 1-0 dagli Stati Uniti e poi anche dalla Spagna).

## Il cammino dell'Uruguay
Meno entusiasmante era stato il cammino dell'Uruguay negli anni '40. Dopo la vittoria nell'edizione del 1942 del Campeonato Sudamericano, la Celeste, tradizionale dominatrice del torneo continentale, aveva subito l'ascesa dell'Argentina: grazie ai tre successi consecutivi nelle edizioni 1945, 1946 e 1947, i biancocelesti superarono per la prima volta l'Uruguay nel computo dei titoli (9 vittorie a 8).

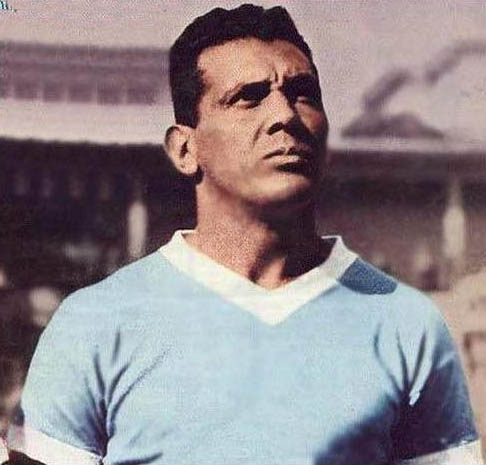
Il capitano uruguaiano Obdulio Varela.

Assai deludente fu, in particolare, la partecipazione al Campeonato Sudamericano de Football 1949: l'Uruguay non andò oltre il sesto posto sui nove partecipanti nella classifica finale e il magro risultato costò la panchina all'allenatore Óscar Marcenaro, che la Federazione rimpiazzò con il tecnico del Central Español Juan López Fontana. 
Proprio sotto la guida di quest'ultimo, l'Uruguay avrebbe dovuto cimentarsi nelle qualificazioni al campionato mondiale di calcio 1950, ove era stato sorteggiato nel girone 8 con Paraguay, Ecuador e Perù. Sennonché, il ritiro delle due selezioni andine consentì a uruguaiani e paraguaiani di qualificarsi senza disputare alcuna partita.
La Celeste tornò a giocare solo nel 1950, in una doppia sfida amichevole in programma il 7 e il 9 aprile a Santiago contro il Cile: si impose per 5-1 nella prima gara, ma fu superata dai padroni di casa due giorni dopo per 1-2. Sul finire dello stesso mese, gli uomini di Fontana raggiunsero il Brasile, ove disputarono altre quattro partite: una contro il Paraguay (il 30 aprile, valida per la Copa Trompowski, nella quale furono battuti 2-3) e tre contro la Seleção (i citati 4-3, 2-3 e 0-1 nella Copa Rio Branco). 
Il mediocre ruolino di marcia impediva alla Celeste di guadagnarsi i favori del pronostico per la vittoria del titolo mondiale. Ciononostante, Fontana poteva contare su una selezione di alto livello, trascinata dal leader e capitano Obdulio Varela e che includeva, fra gli altri, il portiere del Peñarol Máspoli, il difensore Gambetta, i centrocampisti Schiaffino (per Gianni Brera, probabilmente il miglior regista di sempre) e Rodríguez Andrade (nipote del celebre José Leandro Andrade, campione nel 1930), nonché i prolifici attaccanti Ghiggia, Pérez e Míguez (miglior marcatore uruguaiano di sempre ai Mondiali con 8 gol).
Come già accaduto in occasione delle qualificazioni, anche al Mondiale la fortuna arrise all'Uruguay: sorteggiata nel girone eliminatorio con Bolivia e Francia (quest'ultima invitata dalla FIFA dopo la rinuncia di Turchia e Scozia), a seguito del ritiro dei transalpini la Celeste finì per disputare il primo turno in gara unica contro i modesti boliviani. Il 2 luglio, allo Stadio Raimundo Sampaio di Belo Horizonte, l'Uruguay vinse agevolmente 8-0 (con tripletta di Míguez, doppietta di Schiaffino e marcature di Vidal, Pérez e Ghiggia), guadagnando con appena una partita disputata la qualificazione al girone finale.

## Raffronto dei risultati nel primo turno
Note: In ogni risultato sottostante, il punteggio della finalista è menzionato per primo.
| Pos. | Squadra    | Pt | G | V | N | P | GF | GS | DR |
| ---- | ---------- | -- | - | - | - | - | -- | -- | -- |
| 1.   | Brasile    | 5  | 3 | 2 | 1 | 0 | 8  | 2  | +6 |
| 2.   | Jugoslavia | 4  | 3 | 2 | 0 | 1 | 7  | 3  | +4 |
| 3.   | Svizzera   | 3  | 3 | 1 | 1 | 1 | 4  | 6  | −2 |
| 4.   | Messico    | 0  | 3 | 0 | 0 | 3 | 2  | 10 | −8 |

| Pos. | Squadra             | Pt       | G        | V        | N        | P        | GF       | GS       | DR       |
| ---- | ------------------- | -------- | -------- | -------- | -------- | -------- | -------- | -------- | -------- |
| 1.   | Uruguay             | 2        | 1        | 1        | 0        | 0        | 8        | 0        | +8       |
| 2.   | Bolivia             | 0        | 1        | 0        | 0        | 1        | 0        | 8        | −8       |
| –    | Francia             | ritirata | ritirata | ritirata | ritirata | ritirata | ritirata | ritirata | ritirata |
| –    | squadra da definire | ritirata | ritirata | ritirata | ritirata | ritirata | ritirata | ritirata | ritirata |

## Il girone finale
Il campionato mondiale di calcio del 1950 fu l'unico in cui il titolo venne assegnato non con una finale in gara unica, bensì al termine di un girone all'italiana tra le nazionali che avevano vinto i quattro gruppi della prima fase. La prima classificata del girone finale si sarebbe aggiudicata la Coppa Rimet.
Al girone finale, oltre a Brasile e Uruguay, si qualificarono Svezia e Spagna, le suddette eliminatrici a sorpresa rispettivamente di Italia e Inghilterra.
Il 9 luglio, alle ore 15:00, andarono in scena le prime due partite. 
Al Maracanã di Rio de Janeiro, il Brasile scese in campo contro la Svezia. Oltre 138 000 spettatori trovarono posto sulle tribune del grande stadio, dando vita a un caldissimo tifo: la torcida fece uso di materiale pirotecnico, con petardi lanciati contro i calciatori svedesi (come lamentato, in una successiva intervista, da Nacka Skoglund). Il Brasile vinse 7-1, con quattro gol di Ademir, una doppietta di Chico e una rete di Maneca, mentre la Svezia, surclassata dal gioco sudamericano, riuscì a segnare un solo gol con Andersson e non entrò mai in partita.
In contemporanea, al Pacaembu di San Paolo, l'Uruguay affrontò la Spagna. Ghiggia portò in vantaggio la Celeste al 29', ma una rapida doppietta di Basora fra il 37' e il 39' condusse avanti gli iberici. Solo il gol di Varela al 73' seppe evitare alla sua nazionale la sconfitta, concludendo l'incontro sul 2-2.
Quattro giorni dopo, il 13 luglio sempre alle ore 15.00, si disputarono le gare della seconda giornata. Il Brasile scese nuovamente in campo al Maracanã, stavolta contro la Spagna. Di fronte a oltre 150 000 spettatori, il copione si ripeté: un'autorete di Parra, una doppietta di Chico e un gol a testa di Jair, Zizinho e Ademir fissarono il punteggio sul 6-1 per il Brasile (la rete spagnola fu siglata da Igoa). 
A San Paolo, l'Uruguay fu invece messo in seria difficoltà dalla Svezia: gli scandinavi passarono dopo appena 5 minuti con Palmér e, dopo il pareggio uruguaiano di Ghiggia al 39', tornarono rapidamente in vantaggio un minuto dopo grazie a Sundqvist. Tuttavia, la ripresa vide la rigorosa reazione della Celeste: fra il 77' e l'85', Míguez siglò le marcature che consentirono all'Uruguay di vincere la partita 3-2 e di continuare a sperare in vista dell'incontro decisivo con il Brasile.
Alla vigilia dell'ultima giornata, la Seleção era infatti a punteggio pieno e nel solo girone finale vantava ben 13 gol segnati a fronte di appena 2 subiti. In classifica era seguita proprio dagli uruguaiani, i quali, con i 2 punti della vittoria ottenuta nello scontro diretto, avrebbero potuto sopravanzare i padroni di casa. Al fortissimo Brasile bastava invece un pareggio, ma, considerato l'ampio scarto di gol con cui aveva vinto le prime due partite e il modo rocambolesco con cui l'avversario aveva raggiunto l'appuntamento decisivo, l'ultima gara pareva una mera formalità.

### Risultato e classifica prima dell'ultimo turno
| Avversario | Risultato | Fase a gironi | Avversario | Risultato |   |   |    |    |     |
| Svezia | 7-1       | Giornata 1    | Spagna     | 2-2       |   |   |    |    |     |
| Spagna | 6-1       | Giornata 2    | Svezia     | 3-2       |   |   |    |    |     |
| \| Pos. \| Squadra \| Pt \| G \| V \| N \| P \| GF \| GS \| DR \| \| ---- \| ------- \| -- \| - \| - \| - \| - \| -- \| -- \| --- \| \| 1. \| Brasile \| 4 \| 2 \| 2 \| 0 \| 0 \| 13 \| 2 \| +11 \| \| 2. \| Uruguay \| 3 \| 2 \| 1 \| 1 \| 0 \| 5 \| 4 \| +1 \| \| 3. \| Spagna \| 1 \| 2 \| 0 \| 1 \| 1 \| 3 \| 8 \| -5 \| \| 4. \| Svezia \| 0 \| 2 \| 0 \| 0 \| 2 \| 3 \| 10 \| -7 \| |           |               |            |           |   |   |    |    |     |
| Pos. | Squadra   | Pt            | G          | V         | N | P | GF | GS | DR  |
| 1. | Brasile   | 4             | 2          | 2         | 0 | 0 | 13 | 2  | +11 |
| 2. | Uruguay   | 3             | 2          | 1         | 1 | 0 | 5  | 4  | +1  |
| 3. | Spagna    | 1             | 2          | 0         | 1 | 1 | 3  | 8  | -5  |
| 4. | Svezia    | 0             | 2          | 0         | 0 | 2 | 3  | 10 | -7  |

## La vigilia

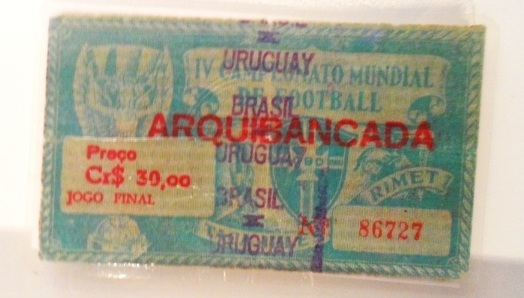
Un biglietto dell'incontro.

Forti più di certezze che di speranze, i brasiliani affrontarono la vigilia dell'incontro con grande giubilo. Per le vie del paese si incontravano ovunque caroselli di tifosi festanti, e il mattino del 16 per le strade di Rio de Janeiro fu pure improvvisato un carnevale. In tutto il Brasile, furono vendute oltre 500 000 magliette con la scritta Brasil campeão 1950 (Brasile campione 1950).
La Federcalcio brasiliana, già alla vigilia della gara contro l'Uruguay, consegnò un orologio d'oro a ciascun giocatore della nazionale con incisa la dedica "Ai campioni del mondo".
Il centrocampista brasiliano Zizinho raccontò, anni dopo, che nello stesso giorno firmò più di duemila autografi con scritto "Brasile campione del mondo".
La stampa brasiliana uscì con titoli celebrativi già il giorno della partita. Sulla prima pagina dell'edizione del 16 luglio del popolare quotidiano carioca Diário do Rio si leggeva: "O Brasil vencerá" (Il Brasile vincerà) e "A Copa será nossa" (La Coppa sarà nostra). O Mundo pubblicò in prima pagina la foto della squadra brasiliana sovrastata dal titolo Estes são os campeões do mundo (Questi sono i campioni del mondo).

## La partita
(Jules Rimet)
Il giorno della partita, l'esterno del Maracanã appariva tappezzato di cartelloni recanti la scritta Homenagem aos campeões do mundo (Omaggio ai campioni del mondo).
Lo stadio era esaurito in ogni ordine di posto. Gli spettatori paganti risultarono ufficialmente 173850, quelli presenti 199854, un record ancora imbattuto. Appena un centinaio di essi erano tifosi uruguaiani. Per il resto, le decine di migliaia di tifosi locali animarono un'accesissima torcida, con bandiere, striscioni e petardi, alcuni dei quali furono lanciati, durante il riscaldamento, contro i calciatori uruguaiani, al fine di infastidirli.
La partita era in programma alle ore 15:00. Prima del fischio d'inizio, con le squadre già schierate a centrocampo, il generale Ângelo Mendes de Morais, prefetto del Distretto Federale, prese la parola e pronunciò un breve discorso, emblematico della certezza che i brasiliani riponevano nella vittoria della propria nazionale:
(Ângelo Mendes de Morais)
Pur conscio dell'arduo compito che lo attendeva, l'Uruguay mantenne la fiducia nei propri mezzi. Fu soprattutto Obdulio Varela a tenere alto il morale dei compagni, spronandoli a non lasciarsi intimorire dall'ostico pubblico locale e dalla fama degli avversari con una frase divenuta poi celebre:
(Obdulio Varela)
Nel primo tempo, pur essendo il Brasile schierato con l'offensivo "WM" e nonostante il suo pressing asfissiante, gli uruguaiani riuscirono a vanificare i ripetuti tentativi della Seleção di passare in vantaggio. Merito di ciò fu soprattutto la decisione dell'allenatore della Celeste Fontana di schierare assai stretti gli esterni difensivi Gambetta e Rodríguez Andrade, al fine di ingabbiare gli attaccanti brasiliani in una sorta di "imbuto" chiuso dai centrali Matías González e Tejera.
Nella ripresa dopo appena settantotto secondi, Ademir, servito da Zizinho, crossò per Friaça, che batté con un tiro in diagonale il portiere uruguaiano Máspoli, portando in vantaggio il Brasile. Il Maracanã esplose di gioia. Subìto il gol, fu però ancora Varela a farsi avanti: prese il pallone e se lo mise sottobraccio ritardando notevolmente la ripresa del gioco, poi perse ulteriormente tempo protestando con l'arbitro per un presunto fuorigioco. A quel punto i brasiliani si innervosirono, il rumore del Maracanã calò d'intensità e gli animi si raffreddarono. Con quel gesto il capitano uruguaiano riuscì a spegnere l'entusiasmo incontenibile che, se dalle tribune si fosse riversato sul campo, quasi certamente li avrebbe travolti.
L'Uruguay restò unito e proseguì nel suo gioco ordinato, guidato dalla regia di Schiaffino. Al 66', dopo una rapida progressione sulla fascia sinistra, Ghiggia saltò il brasiliano Bigode e servì proprio Schiaffino, che, a tu per tu con Barbosa, mise la palla in rete. Sebbene il pareggio li favorisse ancora, i brasiliani perseverarono nel proprio pressing offensivo nonostante il loro gioco iniziasse a perdere di lucidità, complice la stanchezza e l'inattesa marcatura subita. 
Al 79', Ghiggia fu servito da Pérez e compì un altro dribbling sulla fascia destra, mentre nell'area brasiliana erano presenti tre suoi compagni, tra cui Schiaffino. Aspettandosi un cross a uno di questi ultimi, il portiere brasiliano Barbosa accennò un'uscita, muovendosi all'interno dell'area piccola e rendendo così sguarnito il lato sinistro della porta. Ghiggia sfruttò lo spazio lasciato dall'estremo difensore brasiliano, calciando direttamente in rete e realizzando il 2-1 per l'Uruguay. Sul Maracanã cadde il silenzio. I calciatori brasiliani cercarono disperatamente il gol del pareggio, ma l'Uruguay si chiuse in difesa con tutta la squadra e il risultato non cambiò più.
(Gianni Brera a "la Repubblica", 1988.)

### Classifica finale
| Pos. | Squadra | Pt | G | V | N | P | GF | GS | DR  |
| ---- | ------- | -- | - | - | - | - | -- | -- | --- |
| 1.   | Uruguay | 5  | 3 | 2 | 1 | 0 | 7  | 5  | +2  |
| 2.   | Brasile | 4  | 3 | 2 | 0 | 1 | 14 | 4  | +10 |
| 3.   | Svezia  | 2  | 3 | 1 | 0 | 2 | 6  | 11 | −5  |
| 4.   | Spagna  | 1  | 3 | 0 | 1 | 2 | 4  | 11 | −7  |

## Tabellino
| Arbitro: | Reader |

|                            |           |            |
| Schiaffino 66’ Ghiggia 79’ | Marcatori | 47’ Friaça |

| Uruguay | Brasile |

| Uruguay (4-3-3)    |                         |
|                    |                         |
| P                  | Roque Máspoli           |
| LIB                | Matías González         |
| DC                 | Eusebio Tejera          |
| MD                 | Schubert Gambetta       |
| MS                 | Rodríguez Andrade       |
| CM                 | Obdulio Varela          |
| CD                 | Julio Pérez             |
| CS                 | Juan Alberto Schiaffino |
| AD                 | Alcides Ghiggia         |
| AC                 | Oscar Míguez            |
| AS                 | Rubén Morán             |
| CT:                |                         |
| Juan López Fontana |                         |

| Brasile (3-2-2-3) |         |
|                   |         |
| P                 | Barbosa |
| DS                | Bigode  |
| DC                | Juvenal |
| DD                | Augusto |
| MS                | Danilo  |
| MD                | Bauer   |
| CS                | Jair    |
| CD                | Zizinho |
| AS                | Chico   |
| AC                | Ademir  |
| AD                | Friaça  |
| CT:               |         |
| Flávio Costa      |         |

| Assistenti arbitrali: Arthur Edward Ellis (Inghilterra) George Mitchell (Scozia) |

## Il dopopartita
Quando l'arbitro George Reader fischiò la fine, il clima era surreale. Sugli spalti, decine di persone vennero colte da infarto: talune fonti parlano di almeno dieci morti all'interno dello stadio e di due spettatori suicidatisi gettandosi dalle tribune. Il silenzio dello stadio fu spezzato dal suono delle ambulanze accorse al Maracanã in soccorso dei numerosi spettatori che avevano lamentato un malore.
L'inatteso esito della gara fece saltare i piani di una sontuosa premiazione programmata da tempo. La Federcalcio brasiliana aveva fatto stampare migliaia di cartoline commemorative e coniare 22 medaglie d'oro, che le massime autorità politiche brasiliane avrebbero dovuto consegnare ai calciatori.
Era prevista la formazione di un'imponente guardia d'onore, composta da due file di guardie, dall'uscita del tunnel al centro del terreno di gioco, attraverso la quale sarebbero dovuti passare i rappresentanti del governo brasiliano e il presidente della FIFA, Jules Rimet, il quale avrebbe dovuto consegnare la coppa nelle mani del capitano della nazionale vincitrice. Lo stesso Rimet aveva scritto, durante la partita, un discorso in lingua portoghese per omaggiare la nazionale di casa.
Al termine della partita, invece, le autorità brasiliane abbandonarono lo stadio, lasciando il solo Rimet a premiare gli uruguaiani. Senza alcuna guardia d'onore (le guardie erano tutte in lacrime), il presidente della FIFA si ritrovò in mezzo alla confusione con la coppa in mano; scorto il capitano dell'Uruguay Varela, Rimet si limitò a consegnargli il trofeo e a stringergli la mano, ma non riuscì a dirgli neppure una parola di congratulazioni.

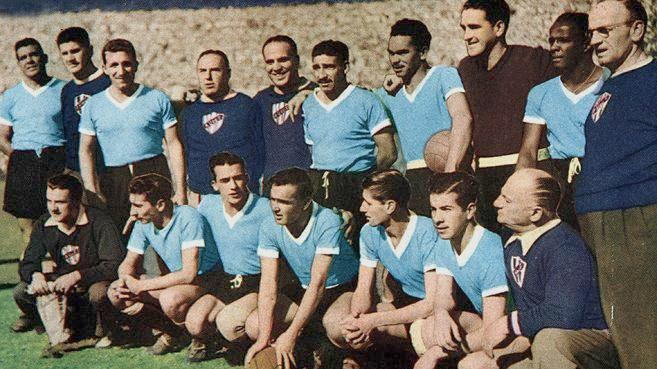
L'Uruguay campione del mondo 1950. Da sinistra a destra, in piedi (esclusi i membri dello staff tecnico, vestiti di blu con lo stemma dell'AUF trapuntato sul petto): Varela, Tejera, Gambetta, M. González, Máspoli e Rodríguez Andrade. Accosciati: Ghiggia, Pérez, Míguez, Schiaffino e Morán. Il primo degli uomini dello staff da sinistra in piedi (tra Varela e Tejera) è l'allenatore Juan López Fontana.

Neppure l'inno nazionale uruguaiano fu suonato, come sarebbe stato in programma, anche perché la banda non era stata fornita della relativa partitura, ritenuta inutile.
Gli stessi uruguaiani furono colpiti dal dramma dei brasiliani. In un'intervista, Juan Alberto Schiaffino ricordò come, al fischio finale, fosse stato colto da compassione per gli sconfitti:
Ghiggia, anni dopo, disse invece ironicamente: 
La sera stessa della partita, la squadra uruguaiana celebrò la vittoria in hotel a Rio de Janeiro. Fece eccezione il capitano Varela, che, malgrado i rischi del caso, uscì in città con uno dei massaggiatori, bevendo e offrendo birra nei locali notturni nel tentativo di consolare i tristi tifosi brasiliani, senza incorrere in alcuna vendetta. Ghiggia, invece, subì l'indomani un'aggressione e dovette rientrare in Uruguay in stampelle.
Il Brasile proclamò tre giorni di lutto nazionale. Molte persone in tutto il Paese si tolsero la vita, chi per la delusione, chi perché aveva perso tutto scommettendo i propri averi sulla vittoria della Seleção; alla fine sarebbero stati certificati 34 suicidi e 56 morti per arresto cardiaco in tutto il paese.
Ary Barroso, il popolare musicista brasiliano che lavorava anche come radiocronista calcistico e che aveva commentato la finale, decise, poco tempo dopo, di abbandonare la professione di giornalista. Il difensore brasiliano Danilo, caduto in una profonda crisi depressiva, tentò il suicidio.
I giornalisti brasiliani descrissero la sconfitta contro l'Uruguay come "A pior tragédia na história do Brasil" (la peggiore tragedia nella storia del Brasile). Il giornalista e scrittore brasiliano Nelson Rodrigues definì il Maracanazo "Nossa Hiroshima" (la nostra Hiroshima). Eloquente fu la descrizione che un altro scrittore brasiliano, José Lins do Rego, pubblicò il 18 luglio sul popolare quotidiano sportivo O Jornal dos sports:
(José Lins do Rego)

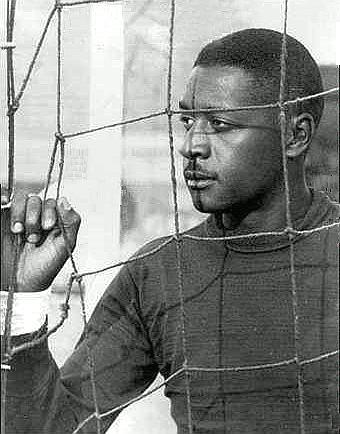
Il portiere brasiliano Barbosa.

I media brasiliani scagliarono critiche roventi sull'allenatore Flávio Costa e su tutti i giocatori, in particolare sul portiere Barbosa (che pure fu votato come miglior portiere del torneo). Il commissario tecnico ricevette minacce di morte e fuggì in Portogallo. Sarebbe comunque tornato sulla panchina della Seleção nel 1955.
A Barbosa sarebbe toccata la condanna calcistica più grave: per tutto il resto della sua la vita, fu accusato di essere stato il principale responsabile della sconfitta. Il portiere raccontò la sua pena anni dopo: «Se non avessi imparato a smettere di irritarmi quando la gente mi rimproverava il gol [di Ghiggia, n.d.r.], adesso sarei in prigione o al cimitero». E ancora: «Fu una sera degli anni ottanta in un mercato. Richiamò la mia attenzione una signora che mi indicava mentre diceva a voce alta al suo bambino: "Guarda figlio, quello è l'uomo che ha fatto piangere tutto il Brasile"».
Nel 1993, Barbosa tentò di incontrare i calciatori della nazionale brasiliana durante le qualificazioni ai mondiali del 1994 (che avrebbero poi vinto, battendo in finale l'Italia), ma non gli fu consentito l'ingresso nel ritiro della Seleção, in quanto visto come iettatore. Barbosa commentò sconfortato: «In Brasile il massimo della pena per un delitto è trent'anni. Io da quarantatré anni pago per un delitto che non ho commesso». La morte di Barbosa sopraggiunse nel 2000 e nel 2011 il giornalista italo-brasiliano Darwin Pastorin propose, invano, di compensarlo dei decenni vissuti ingiustamente come capro espiatorio ribattezzando il Maracanã, in vista dei mondiali del 2014 e delle Olimpiadi di Rio de Janeiro del 2016, in suo onore.
Nonostante il Maracanazo evochi ancora oggi pessimi ricordi presso gli sportivi brasiliani, nel dicembre 2009 ad Alcides Ghiggia è stato concesso l'onore di lasciare le impronte dei propri piedi nella Calçada da Fama del Maracanã, la Walk of Fame riservata ai grandi calciatori protagonisti di memorabili incontri disputati nel grande stadio carioca.
Lo stesso Ghiggia è stato l'ultimo, fra i 22 del Maracanazo, a venire a mancare, il 16 luglio 2015 all'età di 88 anni, a seguito di un attacco cardiaco, proprio nel giorno del sessantacinquesimo anniversario della sfida contro il Brasile.

## Gli anni a seguire
La nazionale brasiliana non disputò più alcuna partita per quasi due anni. Tornò in campo solo il 6 aprile 1952, quando batté 2-0 il Messico al Campionato Panamericano. L'anno dopo, al Campeonato Sudamericano in Perù, il Brasile, con in rosa ancora gran parte dei calciatori del mondiale del 1950, avrebbe rimediato un'altra beffa inattesa, perdendo lo spareggio contro il Paraguay, dopo essere stato raggiunto da quest'ultimo in testa alla classifica all'ultima giornata, per di più con una rete subita all'89', proprio nello scontro diretto.
Nel 1954, ai mondiali in Svizzera, il Brasile fu eliminato ai quarti di finale dall'Ungheria di Puskás, che sconfisse i sudamericani 4-2. Solo nel 1958, il Brasile ottenne il suo primo titolo mondiale, battendo in finale la Svezia padrona di casa. Della squadra del 1950 erano presenti in rosa due calciatori: il portiere di riserva Castilho e il difensore Nílton Santos.

## Cambio di maglia
Dopo il Maracanazo, la federazione calcistica brasiliana decise di cambiare i colori della divisa della Seleção, che consisteva in origine di maglietta bianca con colletto blu, pantaloncini e calzettoni bianchi.
Per alcuni anni il Brasile indossò quale divisa titolare una maglietta azzurra con pantaloncini bianchi e calzettoni azzurri. Nel 1954, dopo i mondiali in Svizzera, fu poi adottata la nota divisa con i colori nazionali verdeoro, ovvero maglietta giallo oro con colletto verde, pantaloncini blu e calzettoni bianchi, generalmente accompagnata da una divisa di riserva azzurra o blu.
La nazionale brasiliana tornò a indossare il completo bianco solo il 20 maggio 2004, allo Stade de France di Saint-Denis: avvenne in una partita amichevole contro la Francia, in occasione del centenario della FIFA, durante la quale si affrontarono le nazionali vincitrici degli ultimi due campionati del mondo. Le squadre indossarono, nel solo primo tempo, divise storiche degli stessi colori che avevano nel 1904. La gara finì 0-0.
Nel 2019, la Federazione brasiliana decise di ripristinare la maglia bianca come seconda divisa per l'edizione casalinga della Copa América in programma in Brasile dal 14 giugno al 7 luglio dello stesso anno. La scelta fu motivata per celebrare i cento anni dalla prima vittoria della Seleção nel torneo calcistico continentale sudamericano. La nazionale brasiliana indossò la divisa bianca (accompagnata da pantaloncini azzurri e calzettoni blu) nella gara inaugurale del torneo, conclusasi con la vittoria per 3-0 contro la Bolivia allo Stadio Morumbi di San Paolo.

### Videografia
- Federico Ferri, Federico Buffa, Storie Mondiali: Il Maracanazo (1950), Sky Sport, 2014.